# Schötz
Schötz (toponimo tedesco) è un comune svizzero di 4 786 abitanti del Canton Lucerna, nel distretto di Willisau.

## Geografia fisica
Il territorio di Schötz si estende nell'alta valle della Wigger, sul margine occidentale della piana paludosa del Wauwilermoos.

## Storia
In seguito al risultato del referendum dell'11 marzo 2012, il 1º gennaio 2013 ha inglobato il comune soppresso di Ohmstal.

## Monumenti e luoghi d'interesse
- Chiesa parrocchiale cattolica di San Maurizio, eretta nel 1875-1879[3];
- Cappella cattolica dei Santi Stefano e Maurizio in località Oberschötz, eretta nel XIII secolo e ristrutturata nel 1468[3].

## Società

### Evoluzione demografica
L'evoluzione demografica è riportata nella seguente tabella:
Abitanti censiti

## Cultura
- Museo della valle della Wigger, inaugurato nel 1937[3].

## Geografia antropica

### Frazioni
Le frazioni di Schötz sono:
- A de Lutere
- Gläng
- Hostris
- Mösli
- Niederschötz
- Oberschötz
- Ohmstal[6]
  - Niederwil
- Wellbrig

## Economia
L'economia locale si basa prevalentemente sul settore secondario.